# Moviment de Defensa de la Terra
Moviment de Defensa de la Terra (MDT; 'Movimiento de Defensa de la Tierra' en castellano) fue un partido político español de ideología independentista catalana, pancatalanista y revolucionaria que surgió de la confluencia entre el Partit Socialista d'Alliberament Nacional dels Països Catalans (PSAN), Independentistes dels Països Catalans (IPC) e independientes. Se integró en 2014 en una organización llamada Poble Lliure (PL-PPCC), integrada a su vez en la Candidatura d'Unitat Popular (CUP).

## Antecedentes
En 1982 y 1983 se celebraron los V y VI Encuentros Independentistas en San Pedro de Ribas y en Artés respectivamente, en las cuales participaron miembros organizados en el campo del ecologismo, de la lucha antirrepresiva, de defensa de la lengua catalana, de colectivos comarcales... Se hizo balance del movimiento independentista y de la situación de la lengua catalana. Tanto el Grup de Defensa de la Llengua como los Comités de Solidaritat amb els Patriotes Catalans convocan un comité de trabajo para poner las bases por la creación del futuro Movimiento de Defensa de la Tierra (MDT), que pretendía volver a juntar los dos PSAN y que fuera el eje de trabajo del movimiento independentista. El 11 de septiembre de 1982 reunieron 8000 manifestantes en el Fossar de les Moreres. 
Posteriormente, en 1983 se presentarían las bases del futuro MDT. Un año más tarde, en enero de 1984, durante la II Asamblea de Terra Lliure, se decide definitivamente crear un movimiento político unitario de la izquierda independentista catalana, un movimiento, según su propuesta de principios, «comprometido con la lucha contra la opresión y la explotación capitalista, que lucha para defender el país de las agresiones constantes que recibe a nivel ecológico, urbanístico, social, cultural y lingüístico».

## Fundación
El 11 de marzo de 1984 se convocó la Asamblea de Reus para constituir el MDT. Sin embargo, fracasó cuando uno de los sectores de la reunión, Independentistes dels Països Catalans (IPC), abandonó la sala, acusando al PSAN de intentar burocratizar la construcción del MDT en lugar de construir un movimiento donde todas las clases de lucha fueran aceptadas.
Finalmente, en el verano de 1984 nace el MDT en el VII Encuentro Independentista celebrado en Alforja. Aquel 11 de septiembre ya contó con la participación del MDT, con un comunicado de adhesión de Terra Lliure a la convocatoria del MDT y un minuto de silencio por la muerte de Toni Villaescusa. 
Un año más tarde, en 1985, el MDT se convirtió en un punto de encuentro del independentismo catalán. Se propuso ser el eje del independentismo combativo y organizar el denominado Movimiento de Liberación Nacional Catalán (MLNC), que reuniría AL PSAN, IPC, CSPC y Terra Lliure. También aparece la propuesta de principios para el MDT: 
- Luchar para defender a los Países Catalanes de las agresiones ecológicas, urbanas, sociales, culturales y lingüísticas.
- El ámbito del MDT es el de la nación catalana, y promoverá una base organizativa comarcal.
- Fomentar la concienciación y movilización del pueblo trabajador de los Países Catalanes, mediante la agitación y la propaganda.
- Considerar a Francia y España agentes de la destrucción de los Países Catalanes.
- Luchar contra la represión y asume la lucha de los CSPC.
- Luchar contra la opresión y explotación capitalista. Proclamar su solidaridad con las luchas en las empresas y en el campo.

El contexto histórico, además, ayudaba, puesto que en 1986 Esquerra Republicana de Catalunya (ERC), dirigida por Àngel Colom, antiguo militante de la Crida, adoptaba el independentismo en su programa. Otras opciones independentistas como el Bloc d'Esquerra d'Alliberament Nacional (BEAN) y Nacionalistes d'Esquerra (NE) habían desaparecido después de obtener unos resultados electorales muy bajos. También la Crida de Colom se declaró independentista el mismo año 1986. 
El MDT convocó actos de protesta por la detención de Jaume Fernández i Calvet y Pere Bascompte, militantes de Terra Lliure detenidos en Toulouse en 1985. Propuso la abstención en el referéndum por la OTAN del 1986, a pesar de la crítica de Terra Lliure, los CSPC y la Crida. 
El líder del PSAN, Josep Guía, pretendía convertir el MDT en un "frente patriótico" que aglutinara el voto del independentismo sociológico. Por otro lado, IPC, junto con presos de Terra Lliure y colectivos locales presentaba Política Independentista de Combat (PIC), que, además de la independencia, proponía prefigurar un nuevo modelo de sociedad con las propuestas de las clases populares. Pero para esto hacía falta que el MDT se fortaleciera y madurara políticamente.

## División
En la II Asamblea Nacional del MDT, celebrada en diciembre de 1986, venció la postura del PSAN, pero no se discutieron las enmiendas. Asimismo, el MDT-PSAN convocó irregularmente en Valencia la segunda parte de la Asamblea, mientras que las otras lo hicieron en Barcelona. 
Así, en 1987, las tensiones entre los miembros procedentes de IPC y los del PSAN estallaron por culpa de diferentes visiones de la organización. El sector afín al PSAN propugnaba un bloque unitario independentista de diferentes ideologías bajo el lema "Per un Front Patriòtic", el sector pro IPC quería un independentismo revolucionario con la idea de la unidad popular. El MDT se fraccionó en dos grupos: el MDT-PSAN y el MDT-IPC. 
El primero volvió a actuar como PSAN y después de un intenso debate se integró en la candidatura de Catalunya Lliure junto a sectores de Maulets y del Front Nacional de Catalunya (FNC) de cara a las elecciones europeas de 1989. El segundo mantuvo el nombre de MDT, y en las elecciones europeas de 1987 dio apoyo a la candidatura de Herri Batasuna, que obtuvo 53 000 votos en Cataluña. Con todo, el atentado de Hipercor de ETA en Barcelona, así como los enfrentamientos (incluso físicos) entre los miembros de las dos fracciones en el Fossar de les Moreres los 11 de septiembre de 1987 y 1988 debilitaron al movimiento y restaron apoyo a los postulados que Terra Lliure defendía por la vía armada. 
En el IX Encuentro Independentista en Garraf, celebrado en verano de 1988, ambos sectores intentaron aproximar posturas, pero fracasaron. En diciembre de 1988 se celebró la III Asamblea del MDT, donde los que quedaban definieron el proyecto de Unidad Popular a partir del PIC, y recibieron el apoyo de los presos de Terra Lliure. Redactan una proclama basada en seis puntos: 
- Defensa de los derechos políticos del pueblo catalán
- Defensa de los derechos de las clases populares
- Defensa de la tierra
- Defiende de la lengua y la identidad nacionales
- Defensa de los presos independentistas, contra la represión
- Solidaridad internacional: Europa de las Naciones

Estos puntos fueron ampliados en la IV Asamblea del MDT de diciembre de 1990 y en la V Asamblea de enero de 1993. 
De cara a las elecciones municipales de 1987 y 1991 apoyó a la Candidatura d'Unitat Popular (CUP) y propició la formación de la Assemblea d'Unitat Popular (AUP) con gente de la Crida, independientes, en 1993, proceso en el marco del cual el MDT quedó congelado como organización. En 1991 se incorporó al MDT el Partit Comunista dels Valencians, formación escindida en 1987 del PCPE valenciano.
Sin embargo la AUP entró en crisis, y sus restos crearon de la Plataforma per la Unitat d'Acció (PUA). Así, un grupo antiguos dirigentes del MDT-IPC celebran la VI Asamblea Nacional del MDT en 1998, reconstituyéndolo en septiembre de 1999, definiéndose como "partido político revolucionario", y adoptando una nueva declaración de principios. Desde entonces ha celebrado asambleas (en el 2000, febrero y mayo de 2005, 2008 y 2010), manteniendo el independentismo revolucionario, la unidad orgánica de la izquierda independentista y la consecución de una República de los Países Catalanes como sus objetivos.
En esta segunda etapa es un pequeño partido de carácter marxista-leninista y cercano a las posiciones del independentismo revolucionario de la década de 1980, con vocación de vanguardia en el campo de la izquierda independentista catalana. Mantiene su apoyo a la CUP en el ámbito municipal y apoyó su participación en las elecciones al Parlamento Europeo de 2004. Ha sido también defensor de todas las plataformas tendentes a la convergencia del independentismo revolucionario.

## Disolución
En 2014 el MDT se autodisuelve y sus militantes pasan a formar parte de la organización Poble Lliure.